# Freytag & Berndt
Koordinaten: 48° 12′ 1,5″ N, 16° 22′ 46,4″ O
Die Kartografische Anstalt Freytag-Berndt und Artaria KG (1885–1940 G. Freytag & Berndt), inzwischen Freytag & Berndt (Eigenschreibweise freytag & berndt), ist ein kartografischer Verlag mit Hauptsitz in Wien.

## Geschichte
1770 wurde der erste Firmensitz von den Cousins Francesco und Carlo Artaria als „Artaria & Compagnie“ in Wien gegründet. Dieser Firmensitz (von Artaria) mit Adresse Kohlmarkt 9 bestand „239 Jahre“, also von (etwa) 1775 bis April 2014. Artaria fusionierte 1920 mit Freytag & Berndt. Seit Mai 2014 befindet sich das Verkaufslokal des Unternehmens in der nahe gelegenen Wallnerstraße. Als Grund für die Übersiedlung wurde publiziert, dass die Mietpreise im bisherigen Lokal nicht mehr leistbar gewesen wären.
Gustav Freytag (* 23. Jänner 1852 in Neuhaldensleben bei Magdeburg; † 19. Dezember 1938 in Bad Ischl) kam 1866 nach Wien, um bei seinem Onkel Friedrich Köke Lithografie zu erlernen. Danach ging er nach Leipzig zu Brockhaus und arbeitete in der topografischen Abteilung des Großen Generalstabes in Berlin, bevor er wieder nach Wien zurückkehrte. Dort eröffnete er seine eigene kartografisch-lithografische Anstalt. Unter anderem fertigte er für Artaria Landkarten an. Freytag spezialisierte sich zunehmend im Bereich der Hochgebirgskartografie der Alpen. Der Kaufmann Wilhelm Berndt finanzierte ihm eine eigene Druckerei, und die Zusammenarbeit sollte über 30 Jahre dauern, bis Berndt aus gesundheitlichen Gründen zurücktrat und Freytag den Anteil übergab.
Freytag war in seinem Bereich sehr erfolgreich und zählte den kaiserlichen Hof zu seinen Kunden. 1908 wurde er zum k.u.k. Hoflieferanten ernannt und durfte das Unternehmen fortan k.u.k. Hof-Kartographische Anstalt nennen. Bekannt wurde er für die Herstellung von Wanderkarten und später Straßenkarten. Aufträge kamen vom Militär und aus dem Ausland, wie z. B. aus dem Russischen Reich und aus dem Osmanischen Reich. Der Erste Weltkrieg bescherte dem Unternehmen eine hohe Nachfrage an Karten, andererseits wurden die Restriktionen von staatlicher Seite zunehmend drastischer: So durften zum Beispiel ab 1917 keine Stadtkarten von Wien mehr verkauft werden.
1919 trat der als literarischer Übersetzer (Arthur Rimbaud, François Villon) bekanntgewordene Karl Anton Klammer in die Firma ein, später leitete er sie (bis 1949).
1920 schloss sich der Artaria-Verlag als Tochterunternehmen mit Freytag & Berndt zusammen. In das um 1901 von Max Fabiani errichtete Artaria-Haus am Wiener Kohlmarkt zog die Buch- und Kartenhandlung ein.
Nach dem „Anschluss“ Österreichs durften keine Privataufträge mehr entgegengenommen werden. Mit dem Ausbruch des Zweiten Weltkrieges kamen erneut Einschränkungen und Verbote von staatlicher Seite, was Karten betraf. Jede gedruckte Karte musste der Gestapo in doppelter Ausführung vorgelegt werden.
Nach dem Krieg wurden wieder verstärkt Karten der Alpen und anderer Gebirge hergestellt. Aufträge zur kartografischen Erfassung kamen unter anderem aus Nepal und Kuwait. Im Jahr 1965 erhielt das Unternehmen die Staatliche Auszeichnung und darf seither das Bundeswappen im Geschäftsverkehr verwenden.
Heute knüpft das mittelständische Unternehmen mit der Gründung von Tochterunternehmen in den Nachbarstaaten, zum Beispiel in der Slowakei und in Ungarn, an alte Traditionen an. Übernommen wurden auch der renommierte deutsche Bergverlag Rother (1990) sowie die Kartenhersteller SHOcart aus Tschechien und Mapiberia aus Spanien (2005).
2020 wurde der deutsche kartographische Verlag Publicpress mit seinen mehr als 700 Produkten von Freytag & Berndt übernommen.

## Heutige Produktion
Schwerpunkte der Kartenherstellung sind heute Autokarten, Wanderkarten und Stadtpläne. Die einschneidenden technischen Veränderungen in der Kartenproduktion führten in den letzten Jahren zur vollständig digitalen Kartenherstellung. Beispiele der Kartenproduktion des Verlages sind die Touristenwanderkarte im Maßstab 1:100.000, die seit den 1880er Jahren bis in die 1970er Jahre produziert wurde, und der sogenannte Wienerwaldatlas, der bis heute produziert wird.
Der Verlag hat sich in den letzten Jahren auf eine stets aktualisierte Landkartenreihe spezialisiert. 2006 wurden alle Straßenkarten, Atlanten und Stadtpläne aktualisiert und mit neuen Titelseiten ausgestattet.
Aktuell stellt Freytag & Berndt folgende Produktgruppen her:
- Straßenkarten, zwischen 1:150.000 bis zu 1:3.500.000, darunter Top 10 Tipps-Reihe
- Wanderkarten, flächendeckend für das gesamte Gebiet Österreichs, sowie einzelne Karten für Gebiete in Südtirol, Slowenien, der Slowakei etc.
- Atlanten, die Compact-Reihe, Straßen&Städte Reihe, Touring und Supertouring-Reihe und sonstige Reihen
- die beiden Wanderatlanten Wienerwald und Wiener Hausberge
- Freizeitatlanten aller Bundesländer
- einzelne Reiseführer von tschechischen Regionen
- Stadtpläne verschiedener Städte
- City Pocket & The Big Five: kleine Stadtpläne
- Island Pocket & The Big Five: kleine Inselpläne
- Lakeside Pocket & The Big Five: kleine Karten von österreichischen Seen

Weiters stellt der Verlag Auftragsproduktionen für größere Handelsketten her, die dann etwa bei Hofer billiger unter dem Namen des Geschäftes verkauft werden.

## Niederlassungen

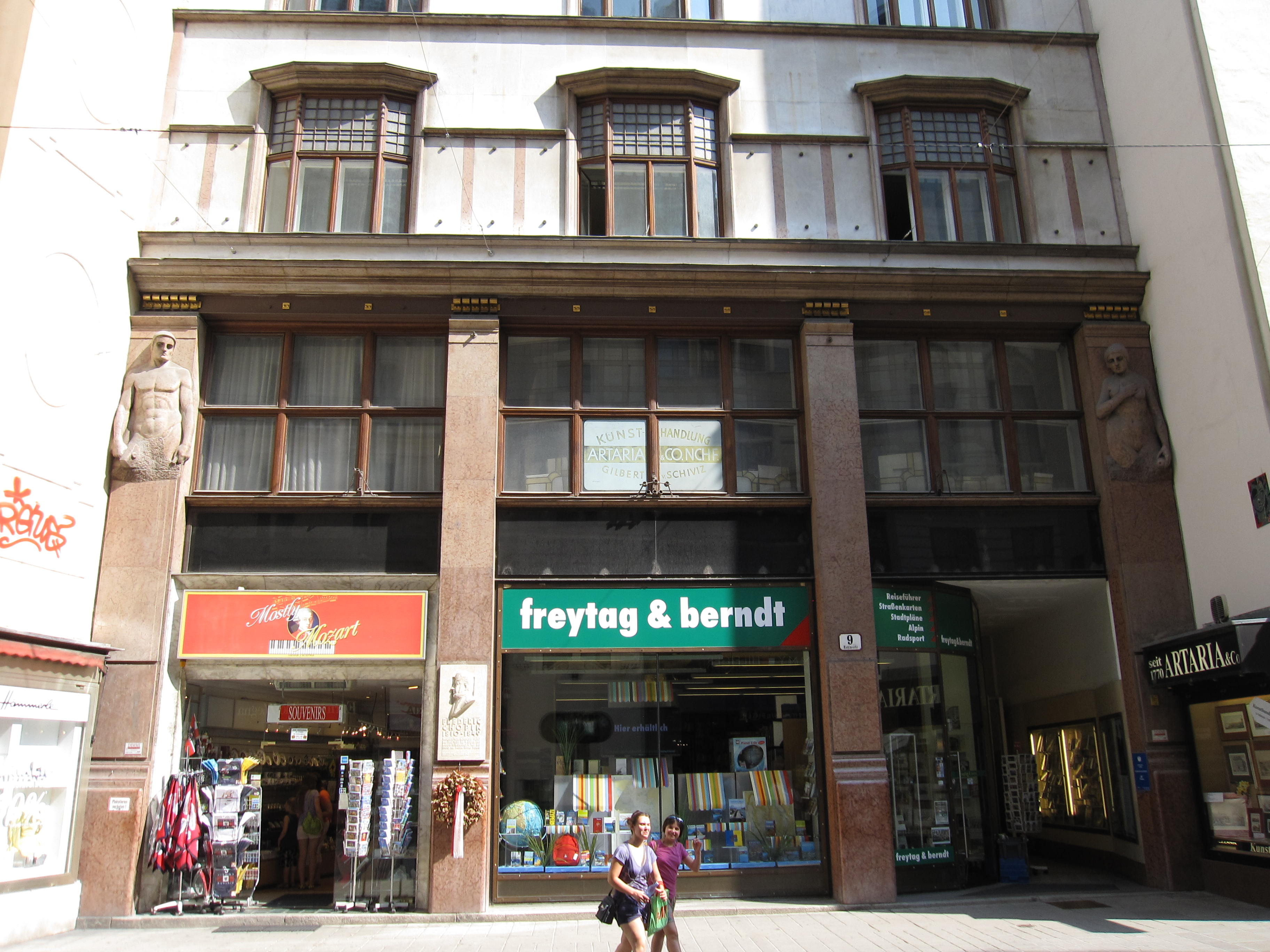
Bis April 2014: Geschäft im Artaria-Haus am Wiener Kohlmarkt

Freytag & Berndt besitzt auch verschiedene Reisebuchhandlungen (Stand Mai 2014):
Österreich
- aktuell
  - Wien, 1., Wallnerstraße 3 (seit der Übersiedlung vom bisherigen Standort am Nachbarhäuserblock im Artaria-Haus am Kohlmarkt 9 am 2. Mai 2014[8])
  - Innsbruck, Wilhelm-Greil-Straße (nicht im Besitz der Freytag-Berndt & Artaria KG)

- ehemalig
  - SCS bei Wien (bis 2007)
  - Graz, Sporgasse 29 (nicht vor 1993, unter Übernahme einer Reisebuchhandlung), dann Fischer-von-Erlachgasse 1, nächst Herrengasse (bis 2012)

Deutschland
- aktuell
  - Nürnberg, Königstraße 85
  - Regensburg, Kohlenmarkt 1

- ehemalig
  - München, Karlsplatz (bis 2011)

In verschiedenen Ländern Europas gibt es heute auch Niederlassungen, die zum Teil neben dem Handel auch eigene Produkte, wenn auch nur in kleiner Auflage, herstellen. Diese stellen aber nur kleine Produktgruppen. In Österreich und Deutschland sind diese Produkte der Niederlassungen, z. B. verschiedene ungarische Straßenkarten und Atlanten in ungarischer Sprache, nur in den Reisebuchhandlungen des Verlages erhältlich.
Aktuell gibt es Niederlassungen in folgenden Ländern (Stand Mai 2014):
- Österreich: Hauptsitz und Produktion in Wien
- Deutschland: keine eigene Produktion
- Tschechien: Produktion in Prag (seit 1990)
- Slowakei: Produktion in Bratislava (seit 1991)
- Ungarn: Produktion in Budapest (seit 1995)
- Spanien: Produktion in Ávila bei Madrid (seit 2005)

## Vertretungen
Freytag & Berndt vertritt auch andere Verlage bzw. deren Produkte, unter anderem:
- Michael Müller
- Polyglott
- Merian
- Lonely Planet (englischsprachig, in Österreich)
- Esterbauer
- Reise Know-how (seit 2021)

## Druck und Lager
Viele Karten werden bei Druckerei Gerin in Wolkersdorf (Niederösterreich) gedruckt. Dort befindet sich ein zentrales Lager.
Hauseigene Produkte, jene des Bundesamts für Eich- und Vermessungswesen, des Alpenvereins und andere werden dort auch endgefertigt.
Ein Teil der Karten wird in Deutschland gedruckt.